# Église Saint-Laurent de Kuressaare
L'église Saint-Laurent de Kuressaare (estonien : Kuressaare Laurentiuse kirik) est une église luthérienne située à Kuressaare dans l'île de Saaremaa en Estonie.

## Présentation
L'église a été construite dans la première moitié du XIXe siècle et inaugurée le 29 novembre 1836.
Deux églises se trouvaient auparavant au même endroit, dont la première a été détruite pendant la guerre du Nord et la seconde détruite en 1828 dans un incendie provoqué par un coup de foudre.
Dans l'église, il y a les fonts baptismaux du XIVe siècle de l'église d'Anseküla (incendiée en 1944), qui est très proche des fonts baptismaux du groupe dit Frölje à Gotland. 
Les côtés sont recouverts de deux rangées d'animaux et de créatures fantastiques qui représentent des esprits maléfiques, un côté porte un animal avec une queue à trois dents debout sur deux pattes.
Du XVIe siècle, l'église possède une applique murale représentant un homme tenant un drapeau, et du XVIIe siècle deux lustres : un lustre à 16 branches avec une image d'aigle de 1635 et un lustre à douze branches avec une image équestre de 1634.

## Galerie

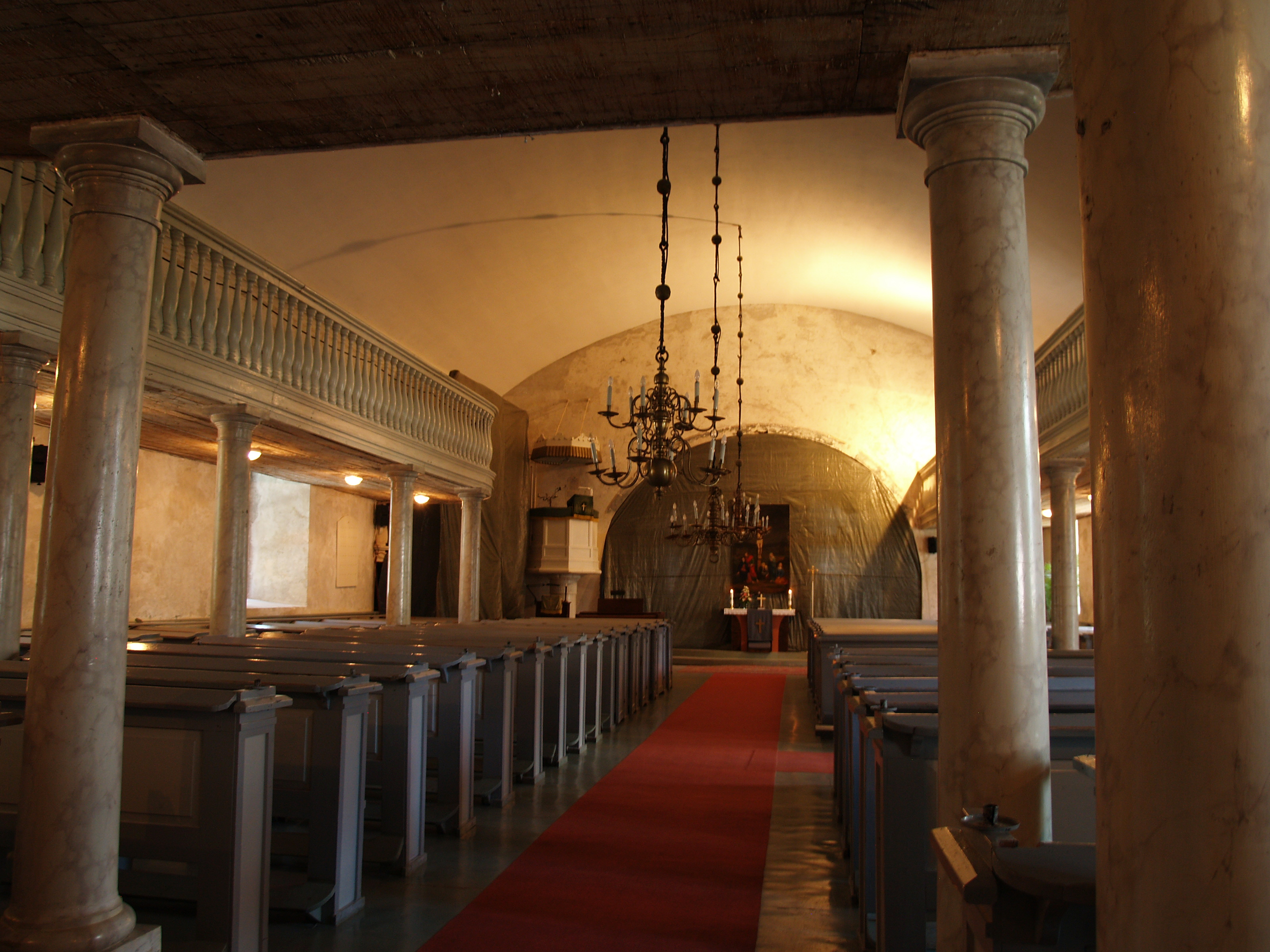
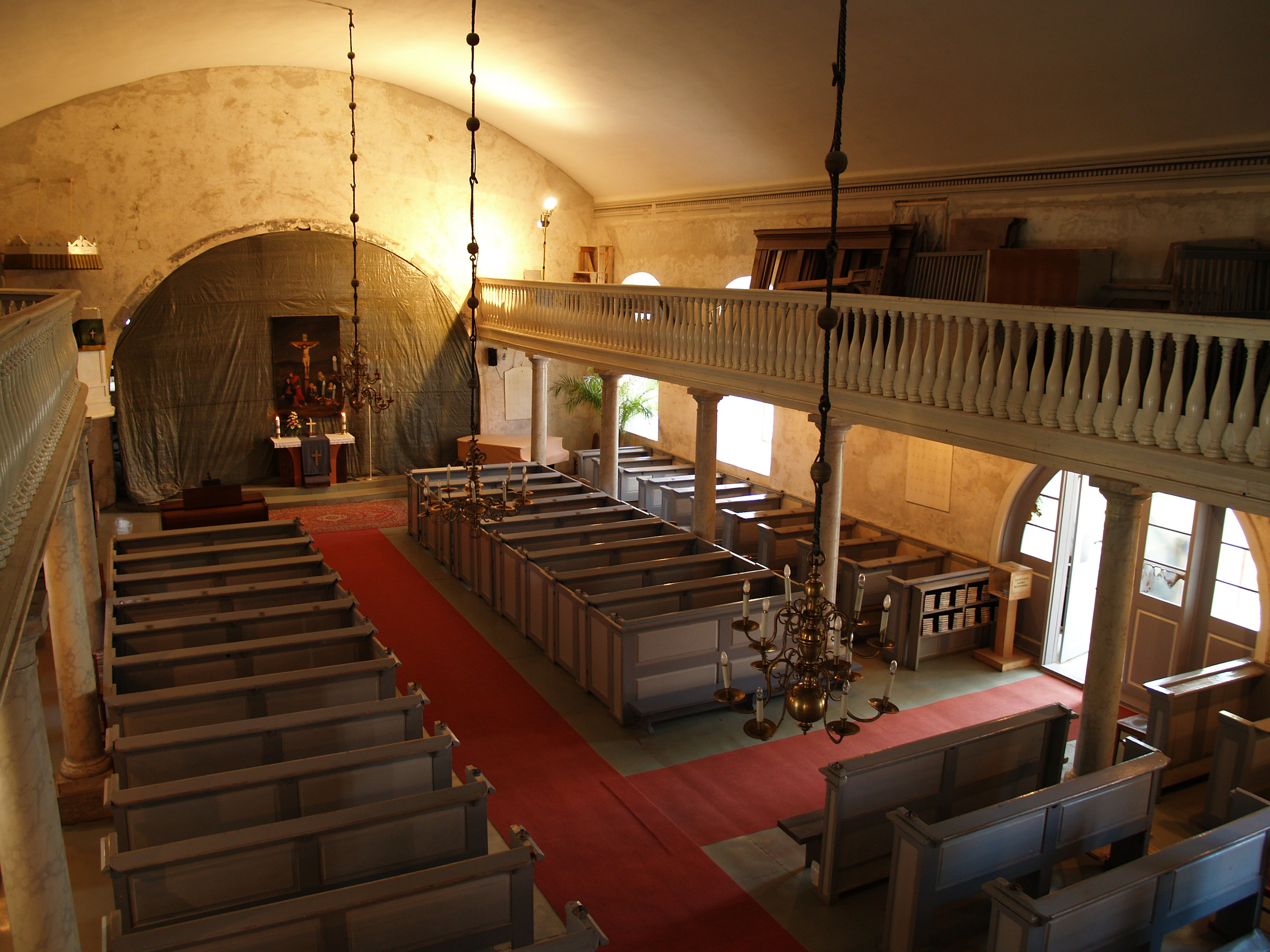
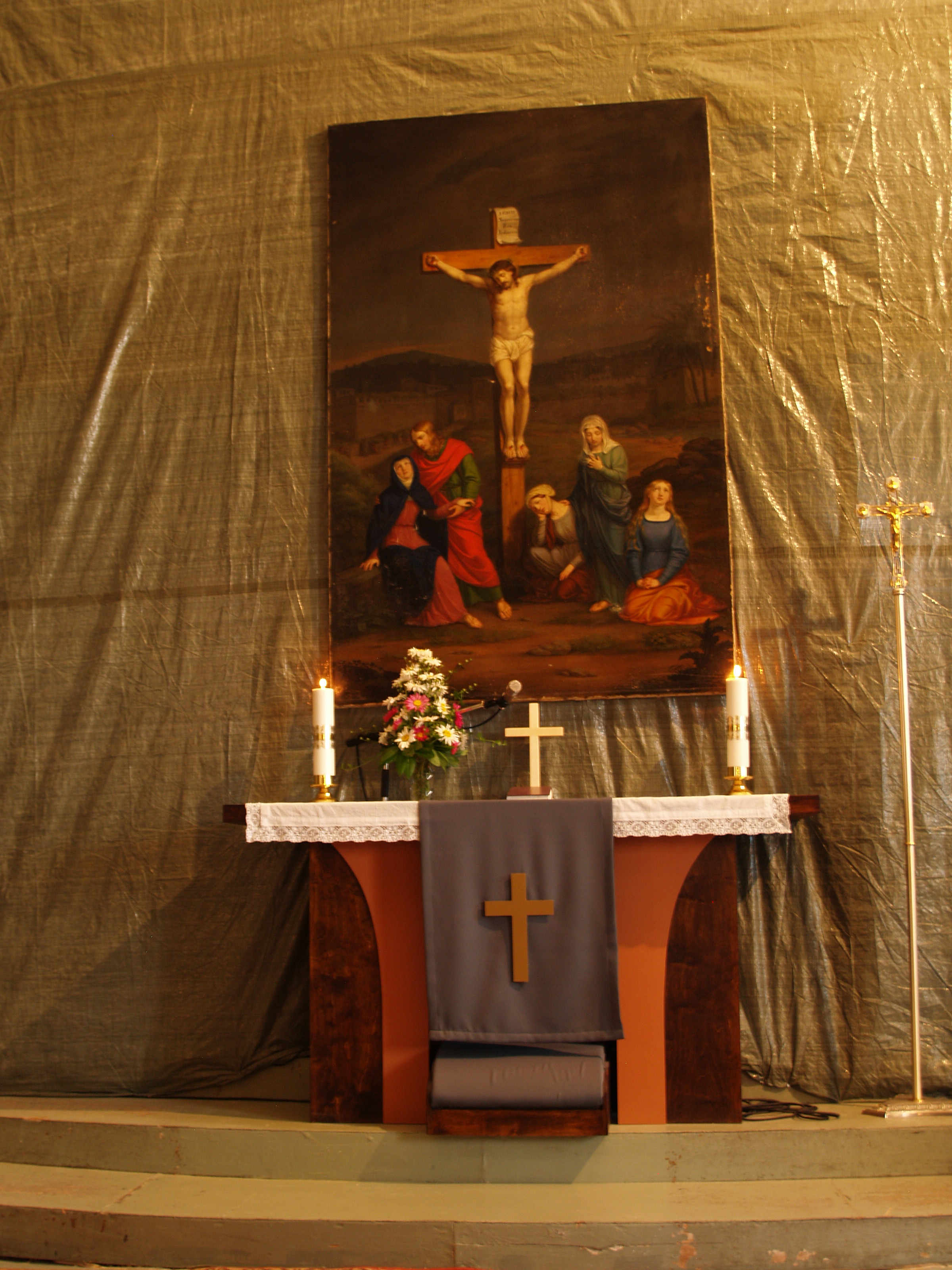
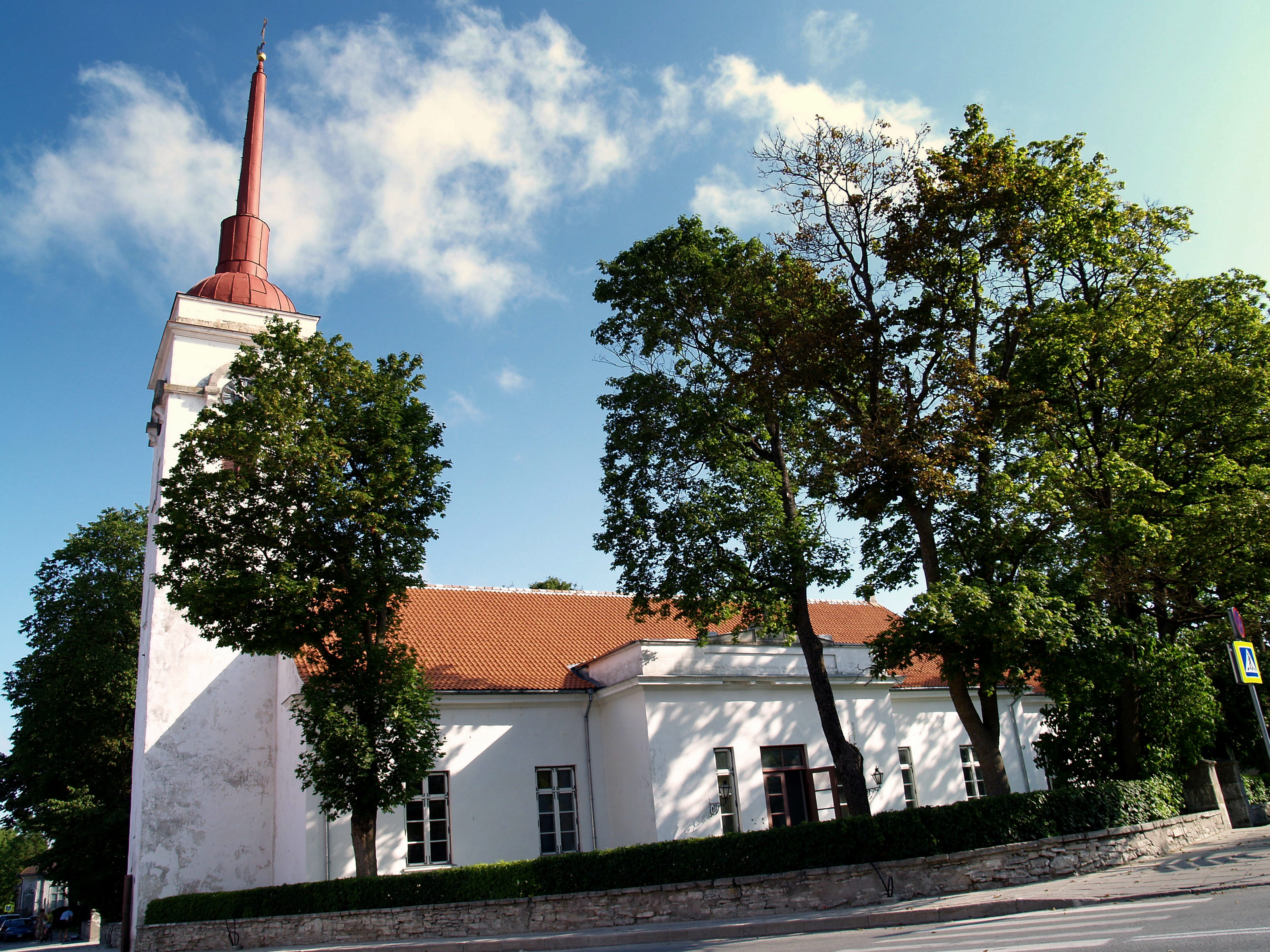